# Teucholabis (Teucholabis) fulviventris
Teucholabis (Teucholabis) fulviventris is een tweevleugelige uit de familie steltmuggen (Limoniidae). De soort komt voor in het Neotropisch gebied.